# James Short

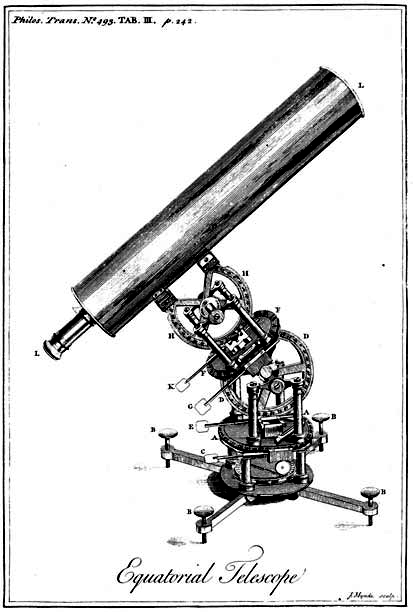
Shorts reflektor.

James Short, född 10 juni 1710 i Edinburgh, död 14 juni 1768 i Newington Butts vid London, skotsk matematiker och optiker.
Short erhöll efter studier i matematik och mekanik filosofie doktorsgrad i Edinburgh, blev 1737 ledamot av Royal Society och vann stort anseende och betydande förmögenhet genom konstruktion av bland annat kikare och spegelteleskop. Bland hans många skrifter märks iakttagelser över planeterna Merkurius och Venus samt A Method of Working the Object-Glasses of Refracting Telescopes Truly Spherical (postumt 1769). Han valdes 1757 (inträde 1758) till utländsk ledamot av Vetenskapsakademien i Stockholm.
Asteroiden 5627 Short är uppkallad efter honom.